# Agathemera millepunctata
Agathemera millepunctata är en insektsart som beskrevs av Ludwig Redtenbacher 1906. Agathemera millepunctata ingår i släktet Agathemera och familjen Agathemeridae. Inga underarter finns listade i Catalogue of Life.